# Levi fašizem
Levi fašízem je oznaka za zmes med levičarskimi in fašistoidnimi elementi v političnem gibanju oziroma praksi. Podobna sintagma je liberalni fašizem, ki naj bi bil zmes liberalnih (v nekaterih okoljih sinonim za politično levico) s fašističnimi elementi.
Sama pojma levica in fašizem sta dovolj široka, njuna kombinacija pa je še manj natančna. Pojma levi fašizem in liberalni fašizem sta uporabni kot etiketi za deviacijo levičarstva, ali kot politični psovki. Nalepka levi fašizem se v znanstvenih objavah ne uporablja.

## Liberalni fašizem
Pojem liberalni fašizem je uporabil pisatelj H. G. Wells v nagovoru Mladim liberalcem Univerze v Oxfordu leta 1932 . V takratnem zgodnjem obdobju prakse fašizma in nacizma v Italiji oziroma Nemčiji se je Wells zdelo primerno, da predlaga mladim liberalcem, naj postanejo liberalni fašisti ali prosvetljeni nacisti in zgradijo novo, pravičnejšo družbo. Ker je bil Wells vendarle predvsem pisatelj in po političnem prepričanju blizu socializmu navedenih izjav ne moremo tolmačiti kot posebno naklonjenost fašizmu, kvečjemu stališču, da njegovega ideala Cosmopolisa in svetovne vlade ni možno doseči brez trde roke, kot so jo v 30-tih letih še dovolj benigno izkazovali fašisti in nacisti. Wells je bil sicer naklonjen evgeniki.
Georgu Bernardu Shawu novejši pisci pripisujejo podobno levo- oziroma liberalno-fašistično naklonjenost. Sicer izpričano naklonjen socialistični usmeritvi je Shaw verjel v evgeniko – čiščenje rase – celo tako daleč, da je zahteval, naj kemiki izumijo strup za brezboleče usmrtitve.

### »Levi fašizem«v slovenskem političnem diskurzu
Oznako »levi fašizem« je uporabil Janez Janša, takratni predsednik vlade RS, na množičnem shodu Zbora za republiko 8. februarja 2013 v podporo predsedniku in vladi, ki sta bili med tarčami protestov v okviru Vseslovenske ljudske vstaje. Isti dan je bilo največje protestno zborovanje – »Tretja ljudska vstaja« v Ljubljani; poleg tega pa je protestnike poimenoval za zombije. Janševe izjave so sprožile polemiko o primernosti  tovrstnega etiketiranja s strani visokega politika.

### A. Johnson: Ali jeSlavoj Žižek»levi fašist«?
Obuditev nalepke »levi fašist« v slovenskem diskurzu je morda povezano s člankom Alana Johnsona, v katerem se sprašuje ali je Slavoj Žižek »levi fašist«.

## Jonah Goldberg: »Liberalni fašizem«
Jonah Goldberg je v ZDA poznan kot konservativen komentator in publicist. Knjiga s polnim naslovom (prevod): Liberalni fašizem: Tajna zgodovina ameriške levice, od Mussolinija do »politike smisla« je bila v letu izida, 2008, prodajna uspešnica. Po izjavi avtorja jo je napisal, ker so ga mnogi označevali za fašista. Avtor skuša utemeljiti tesno povezanost ameriške liberalne (svobodomiselne, socialno čuteče) politične usmeritve in fašizma. Knjiga je sprožila burne odzive na obeh straneh.
Uravnotežena ocena je nemara to:
»Končno, točno je Goldbergovo opažanje, da liberalci uporabljajo nalepko fašizem da bi oblatili skoraj vse, kar jim ni všeč. Prav tako je upravičen do trditve, da ameriški konservatizem ni nikakor povezan ali podoben evropskemu fašizmu - čeprav nekaterih ameriških konservativcev ni posebno razburjal Hitlerjev rasizem niti, končno, ameriški zakoni s katerimi so uveljavljali rasno razlikovanje. Tu pa bi se moral ustaviti. ...«— Richard Bernstein, The New York Times 